# كاواي (مصطلح ياباني)

طائرة البونغ 747 على قرية ال نيبون ايروايس باسلوب "كاواي" مع شخصيات أنمي بوكيمون

كاواي (باليابانية: かわいい، بالروماجي: Kawaii)، هي كلمة يابانية تعني جميل أو لطيف. وهي كلمة استدلالية في الثقافة اليابانية، وتعتبر كلمة لها جاذبية تجاه الموصوف به، ويمكن استخدامها أيضا في وصف الحيوانات والأشخاص. في بعض الأحيان تستخدم لوصف الأطفال والنساء خصوصًا، ونادرًا ما تستخدم لوصف الرجال.
الكلمة مشتقة من كلمة (顔 映 し) والتي تعني الوجه المشع أو البشوش.